# 李翰臣
李翰臣（1470年—？年），字德卿，山西應州人，大同右卫（今屬山西省大同市）軍籍，明朝政治人物。

## 生平
治《易經》，行一，由國子生中式弘治十四年辛酉科（1501年）山西鄉試第一名舉人（解元），年三十三歲中式正德三年（1508年）戊辰科會試第二百六十一名，第三甲第八名進士，初授行人司行人，六年十二月选授山东道監察御史，九年巡按山東等地。
正德九年（1514年），吏部主事梁穀誣陷歸善王朱當沍與士卒袁質、舍人趙岩等人意欲謀反，李翰臣彈劾梁穀乃挾私恨誣告，但當時明武宗身旁近倖方欲藉此邀功，紛紛指責李翰臣為叛人掩飾，李翰臣反被逮捕詔獄，貶為廣德州判官。嘉靖皇帝即位後平反，官復原職，十六年（1521年）六月升任河南按察司佥事，嘉靖三年（1524年）正月升山東按察司副使。

## 家族
曾祖李友。祖父李茂。父李亨，知县。母张氏。重庆下，弟翰儒、翰英、翰賓、翰文、翰雲、翰章。